# 왕벌의 비행
《왕벌의 비행》(러시아어: Полёт шмеля, 영어: Flight of the Bumblebee)은 니콜라이 림스키코르사코프의 오페라 《술탄 황제의 이야기》(Сказка о царе Салтане) 제 2막 1장에 나오는 관현악곡이다. 굉장히 빠른 곡으로도 유명하다.
사실 제목의 러시아어: шмеля, 영어: Bumblebee는 뒤영벌(준말로는 뒝벌)을 가리키는 말이다.